# Serafín Asensio-Vega y Muñoz
Serafín Asensio-Vega y Muñoz (Badajoz, 1836 – La Parra, 8 de febrero de 1905) fue un militar español.

## Biografía
De familia acomodada, estudió en la Academia General Militar de Toledo. En 1853 alcanzó el grado de alférez. Participó en la guerra de África y se distinguió en la batalla de Wad-Ras (1860), razón por la cual fue distinguido con la Cruz Laureada de San Fernando. En 1861 contribuyó a aplastar la revuelta de Loja. Ascendido a teniente, luchó con Juan Delgado y Prats en la batalla de los Castillejos (1868), que supuso el derrocamiento de Isabel II de España.
Durante la tercera guerra carlista (1872-1876) fue nombrado comandante general de Valls, liberó Caldas de Montbuy y levantó el asedio de Villanueva y Geltrú. Al abdicar Amadeo I proclamó en Badajoz la Primera República Española. En 1876 fue declarado benemérito de la patria. Hacia 1877 ingresó en la francmasonería.
Ascendido a teniente coronel, el 25 de julio de 1882 protagonizó un pronunciamiento al proclamar la República en Badajoz promovido por la Asociación Republicana Militar (dirigida por Manuel Villacampa del Castillo y Manuel Ruiz Zorrilla) secundado por su Regimiento de Caballería de Villaviciosa; el golpe fracasó por la falta de coordinación con las otras unidades que debían sublevarse. Al fracasar el golpe huyó a Portugal con sus tropas y de allí a Francia. Fue amnistiado en 1891 y regresó a España. Se estableció en La Parra, donde murió el 8 de febrero de 1905.